# Fressain
Fressain ist eine französische Gemeinde mit 906 Einwohnern (Stand: 1. Januar 2022) im Département Nord in der Region Hauts-de-France. Sie gehört zum Arrondissement Douai und zum Kanton Aniche. Die Einwohner werden Fressinois und Fressinoises genannt.

## Geographie
Fressain liegt etwa zehn Kilometer südöstlich von Douai und 14 Kilometer nördlich von Cambrai. Umgeben wird die Gemeinde von den Gemeinden Villers-au-Tertre im Nordwesten und Norden, Monchecourt im Norden und Nordosten, Marcq-en-Ostrevent im Osten, Féchain im Südosten und Süden, Aubigny-au-Bac im Süden und Südwesten sowie Bugnicourt im Westen.

## Geschichte
Der Ort wurde erstmals im Jahr 1096 als Fressing genannt.

### Bevölkerungsentwicklung
| Jahr                       | 1962 | 1968 | 1975 | 1982 | 1990 | 1999 | 2006 | 2012 | 2020 |
| Einwohner                  | 854  | 828  | 808  | 844  | 933  | 925  | 886  | 876  | 880  |
| Quellen: Cassini und INSEE |      |      |      |      |      |      |      |      |      |

## Sehenswürdigkeiten

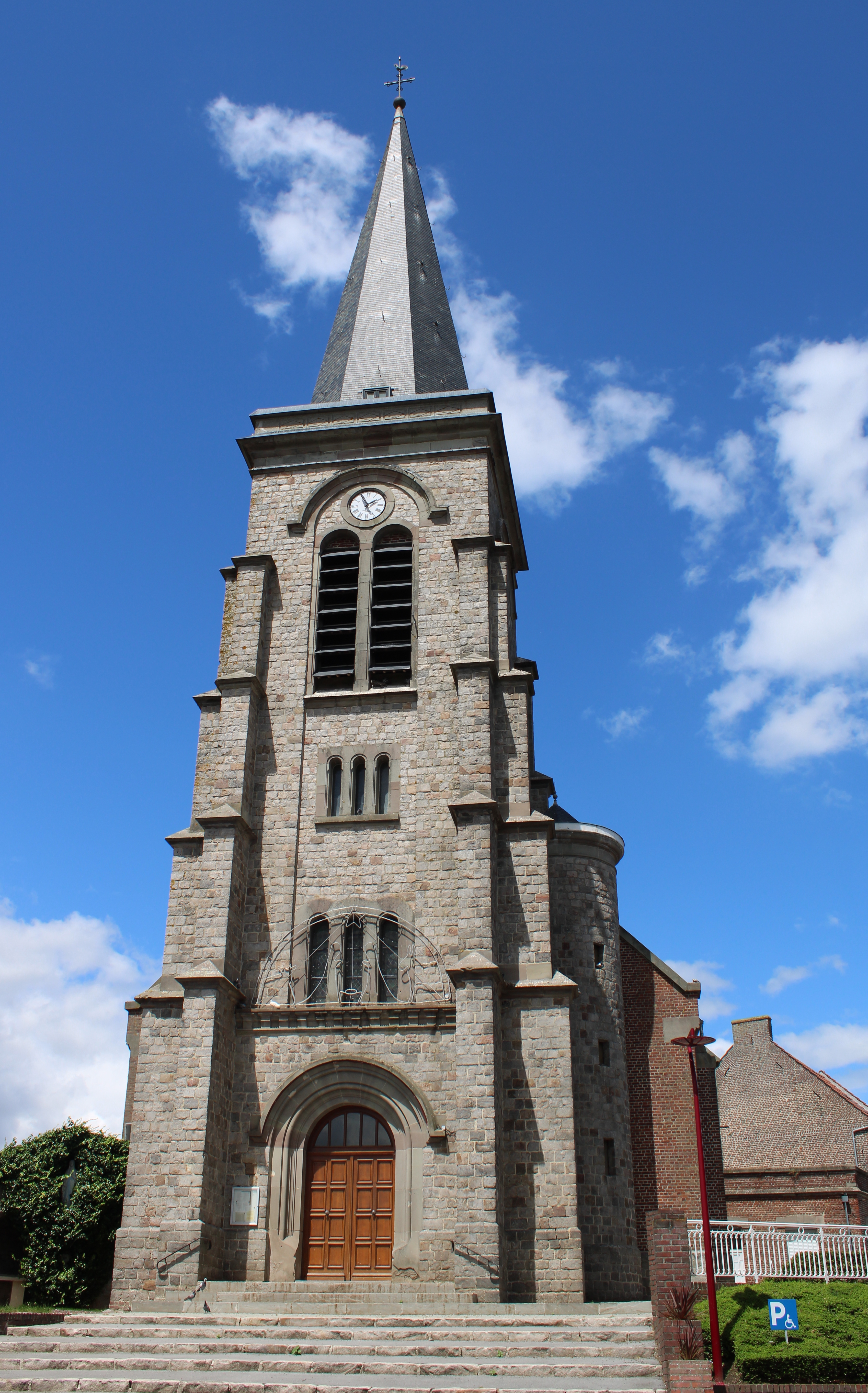
Kirche Saint-Georges

- Kirche Saint-Georges
- Wasserturm